# Kościół św. Maksymiliana Marii Kolbego w Barcinie
Kościół świętego Maksymiliana Marii Kolbego w Barcinie – rzymskokatolicki kościół parafialny należący do parafii pod tym samym wezwaniem (dekanat barciński archidiecezji gnieźnieńskiej).
Świątynia została uroczyście konsekrowana przez arcybiskupa Henryka Muszyńskiego w dniu 20 czerwca 2004 roku w 25. rocznicę pierwszej pielgrzymki papieża Jana Pawła II do ojczyzny. Kościół charakteryzuje się współczesną architekturą i wystrojem wnętrza. We wnętrzu znajduje się nowa chrzcielnica, poświęcona w 2017 roku przez arcybiskupa Wojciecha Polaka prymasa Polski oraz miejsce szczególnej czci Miłosierdzia Bożego, św. Siostry Faustyny Kowalskiej i św. Jana Pawła II. Obecnie w trakcie realizacji jest kaplica poświęcona św. Barbarze – patronce górników.